# Slascy herbu Grzymała
Slascy – polski ród szlachecki herbu Grzymała (stąd jedno z wezwań tego herbu ‘Slasa’). Niektóre osoby z tego rodu niewłaściwie nazywane Szlaskimi lub Ślaskimi i przypisywane do innych herbów (np. do herbu Nieczuja). 

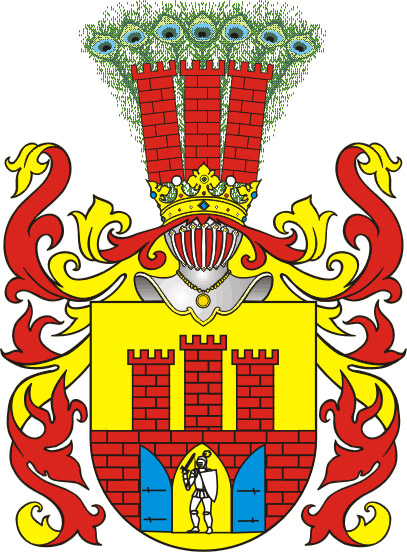
Herb Grzymała

Rodzina ta zamieszkiwała głównie Mazowsze (rejon wsi Szlasy), od XVII w. część rodziny mieszka w Małopolsce, a od XVIII w. też na Pomorzu.
Do najbardziej znanych i zasłużonych osób z tego rodu należeli m.in. (w układzie chronologicznym):
- Wojciech Slaski (ok. 1585–1653), jezuita, rektor kolegiów w Nieświeżu i Połocku, spowiednik i kapelan króla Jana Kazimierza.
- Tomasz Slaski (ur. pocz. XVII w., zm. ok. 1680) – w latach 1631–1656 zarządca dóbr żywieckich królewicza Karola Ferdynanda Wazy.
- Mikołaj Slaski (ok. 1614–1677), jezuita, rektor kolegiów w Smoleńsku, Połocku, Reszlu.
- Adam Slaski (1722–1773), pułkownik wojsk polskich
- Stanisław Slaski (1725–1788), dominikanin, zarządca zakonnych dóbr Jodłownik,
- Bogusław Slaski (zm. 1794) starosta bocheński i poseł na sejmy,
- Marcin Slaski (zm. 1789) poseł na Sejm Czteroletni, odznaczony Orderem Orła Białego
- Jan Slaski (ok. 1760–1847) generał major ziemiański, twórca oddziałów kosynierów i ich dowódca w bitwie pod Racławicami 1794,
- Andrzej Slaski (XVIII–XIX w.), jeden z głównych organizatorów powstania kościuszkowskiego, współtwórca (z bratem) oddziałów kosynierów,
- Teodor Slaski (1792–1878), poseł na sejmy, inicjator i pierwszy sygnatariusz Uchwały Sejmu o detronizacji Mikołaja I
- Mateusz Slaski (1778–1849), polski działacz niepodległościowy na Pomorzu, działacz społeczny, ziemianin, poseł
- Rudolf Slaski (-1851), powstaniec listopadowy, odznaczony w 1831 Krzyżem Złotym Orderu Virtuti Militari
- Ludwik Romuald Slaski (1818–1898), polski działacz społeczny, działacz niepodległościowy, ziemianin, parlamentarzysta
- Juliusz Slaski (1836–1916), polski działacz gospodarczy, pionier przemian w rolnictwie, ziemianin
- Kazimierz Slaski (1847–1906), polski działacz gospodarczy i niepodległościowy na Pomorzu,
- Ludwik Maurycy Slaski (1856–1906), poseł do Reichstagu, ziemianin, działacz społeczny i niepodległościowy
- Jarosław Slaski (1859–1903), autor podstawowych w końcu XIX w.publikacji z cukrownictwa, wynalazca i budowniczy cukrowni na terenie Rosji
- Slaski, Witold (1877–1923), polski działacz społeczny i niepodległościowy
- Jerzy Slaski (1881–1939), działacz gospodarczy i niepodległościowy na Pomorzu
- Roman Slaski (1886–1963), ekonomista, prezydent Lublina 1939–1941, więzień polityczny w 1905, niemiecki i w PRL
- Katarzyna Slaska (1888–1955), kronikarka, malarka, ostatnia właścicielka majątku Orłowo
- senator Jan Slaski (1895–1940) zamordowany w Katyniu,
- Ludwik Slaski (1898–1976) ziemianin, po wojnie znany działacz gospodarczy, wieloletni więzień polityczny PRL, aresztowany i skazany w głośnym procesie tzw. byłych ziemian;
- prof. Jan Slaski (1893–1984), sadownik i szkółkarz,
- prof. Kazimierz Ślaski (1912–1990), profesor PAN, historyk
- Juliusz Slaski (1920–1990) dziennikarz Głosu Ameryki i Radia Wolna Europa
- Jan Slaski (ur. 1934), historyk literatury polskiej, profesor Uniwersytetu Warszawskiego.

Do rodu tego należą też
- Edmund Ślaski (1831–1863), major, jeden z dowódców powstania styczniowego,
- Edward Slaski (1841–1919), dowódca oddziału w powstaniu styczniowym,  ziemianin i
- Eugeniusz Ślaski (1873–1935), generał polski, a także
- znany dziennikarz Jerzy Ślaski (1926–2002).

Poza Janem Slaskim wśród zamordowanych w 1940 r. byli jeszcze dwaj Ślascy:
- Kpt. Kazimierz Ślaski (kapitan), ur. 16 lutego 1898 we Lwowie (dowódca kompanii i baonu most. kolej.) w Katyniu
- Post. Henryk Ślaski, ur. 8 kwietnia 1902 r. w Radomsku (Policja Państwowa) w Miednoje